# 2010-es UCI Oceania Tour
A 2010-es UCI Oceania Tour a Nemzetközi Kerékpársport Szövetség (UCI - International Cycling Union) versenysorozatának hatodik kiírása 2005 óta. A versenyeket Ausztrália és Óceánia különböző országaiban rendezték meg. A szezon 2009. október 11-én a Herald Sun Tour-ral kezdődött és 2010. január 31-én a Tour of Wellington-nal ért véget.

## Versenyek

### 2009. október
| Időpont | Verseny neve    | Kat. | Győztes         | Csapat            |
| ------- | --------------- | ---- | --------------- | ----------------- |
| 11-17   | Herald Sun Tour | 2.1  | Bradley Wiggins | Garmin-Slipstream |

### 2009. november
| Időpont | Verseny neve                                       | Kat. | Győztes          | Csapat                   |
| ------- | -------------------------------------------------- | ---- | ---------------- | ------------------------ |
| 2-7     | Tour de Southland                                  | 2.2  | Heath Blackgrove | Zookeepers-Cycle Surgery |
| 13      | Ausztrália és Óceániai időfutam-bajnokság          | CC   | Drew Ginn        | Ausztrália               |
| 13      | Ausztrália és Óceániai U-23-as időfutam-bajnokság  | CC   | Michael Matthews | Ausztrália               |
| 15      | Ausztrália és Óceániai országúti-bajnokság         | CC   | Michael Matthews | Ausztrália               |
| 15      | Ausztrália és Óceániai U-23-as országúti-bajnokság | CC   | Michael Matthews | Ausztrália               |

### 2010. január
| Időpont | Verseny neve       | Kat. | Győztes          | Csapat      |
| ------- | ------------------ | ---- | ---------------- | ----------- |
| 27-31   | Tour of Wellington | 2.2  | Michael Torckler | Team Cardno |

## Ranglista
| Helyezés | Versenyző         | Pont |
| -------- | ----------------- | ---- |
| 1        | Michael Matthews  | 235  |
| 2        | Thor Hushovd      | 200  |
| 3        | Jonathan Cantwell | 95   |
| 4        | Jack Bauer        | 93   |
| 5        | Heath Blackgrove  | 85   |
| 6        | Yukiya Arashiro   | 80   |
| 7        | Mat Marshall      | 70   |
| 8        | John Degenkolb    | 70   |
| 9        | Romain Feillu     | 70   |
| 10       | Taylor Phinney    | 60   |

| Helyezés | Versenyző                    | Pont  |
| -------- | ---------------------------- | ----- |
| 1        | Team Jayco-Skins             | 267   |
| 2        | Fly V Australia              | 248   |
| 3        | Cervélo TestTeam             | 206   |
| 4        | Endura Racing                | 93    |
| 5        | Bbox Bouygues Telecom        | 83    |
| 6        | Drapac Porsche Cycling       | 79    |
| 7        | Thüringen Energie Team       | 78    |
| 8        | Vacansoleil Pro Cycling Team | 73    |
| 9        | Trek-Livestrong Under 23     | 65,66 |
| 10       | Spidertech                   | 40    |

| Helyezés | Ország     | Pont   |
| -------- | ---------- | ------ |
| 1        | Ausztrália | 1281   |
| 2        | Új-Zéland  | 548,48 |